# Biserica de lemn din Păingeni

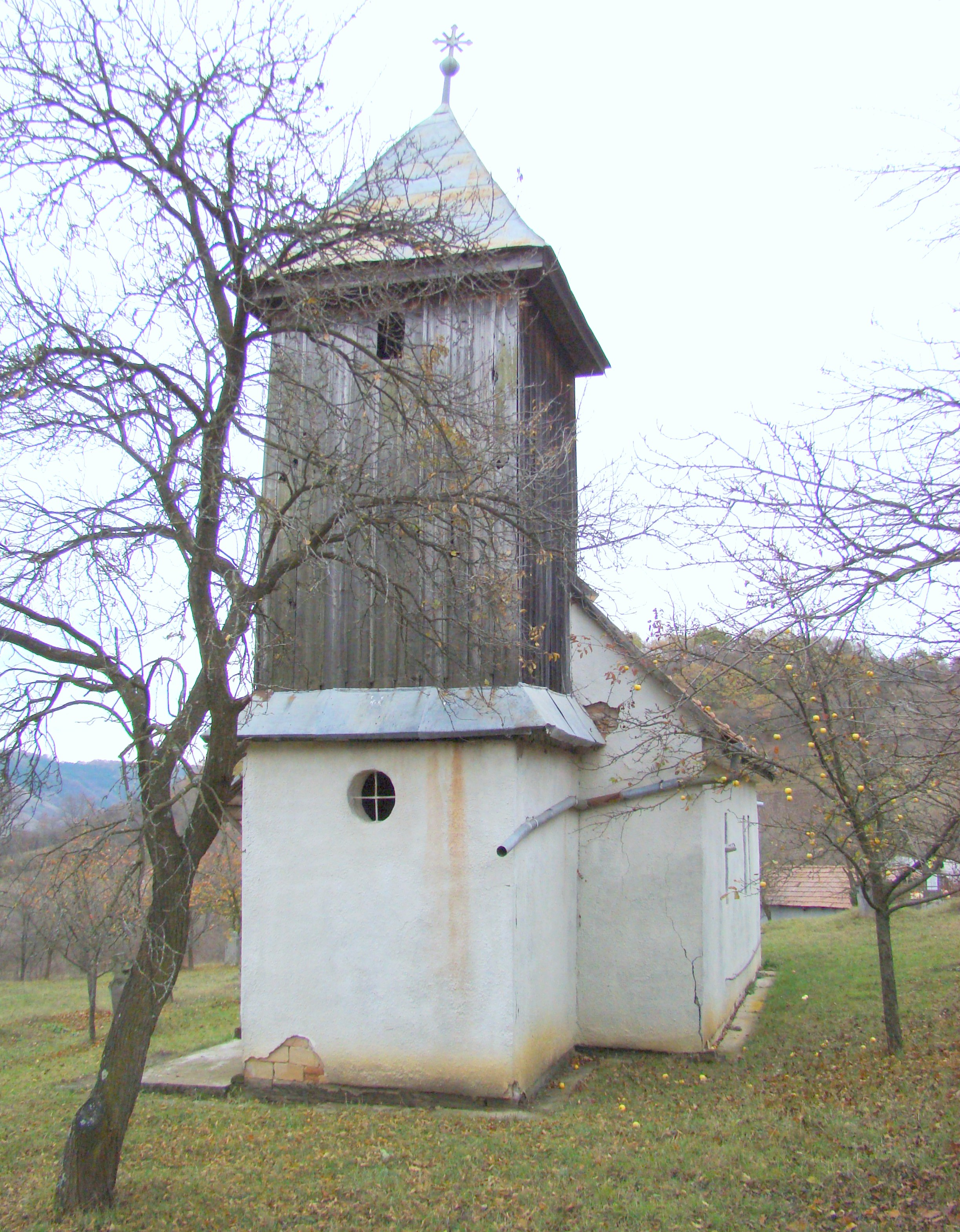
Biserica de lemn „Sfinţii Arhangheli” din Păingeni, comuna Glodeni, județul Mureș, foto: noiembrie 2009.

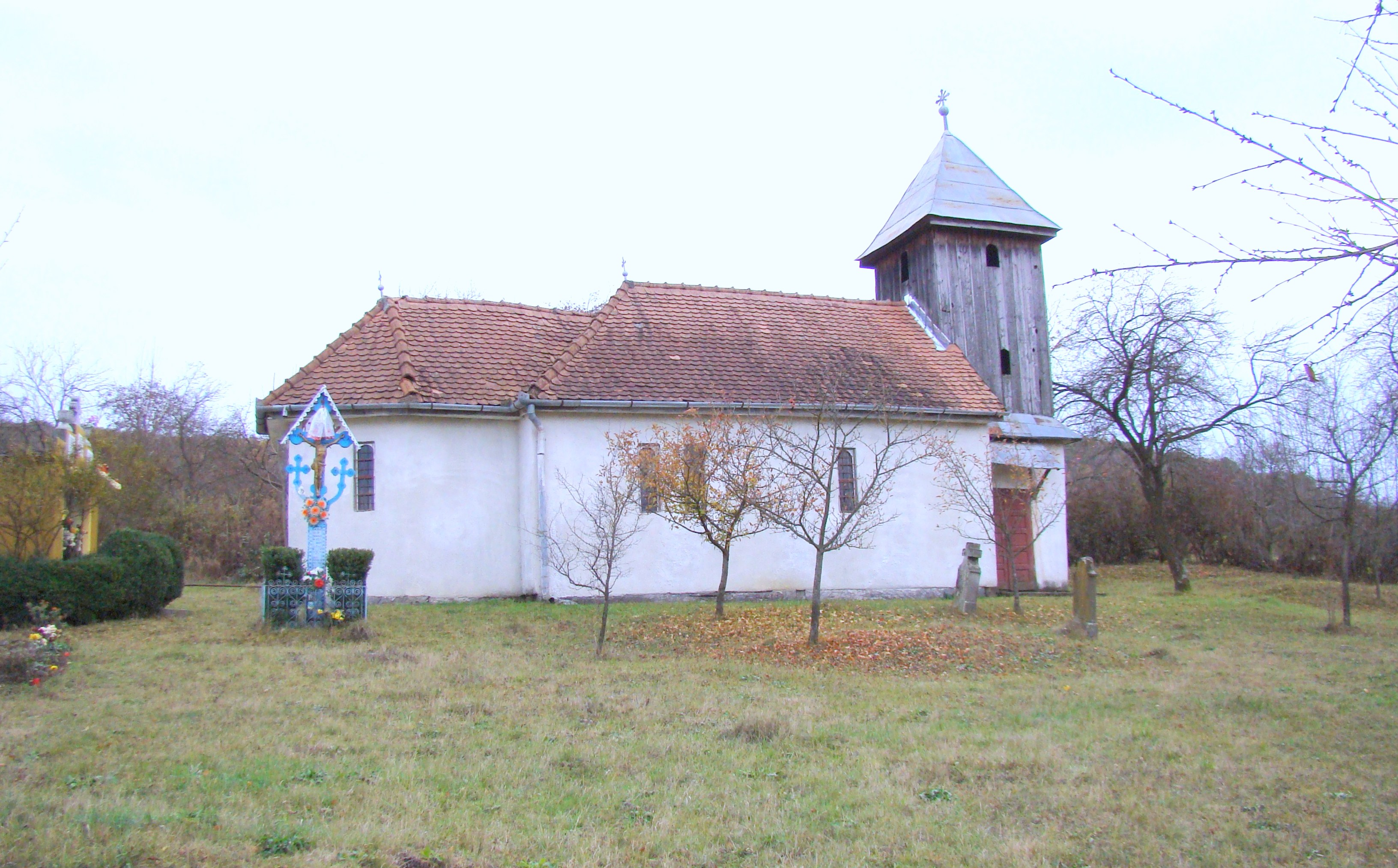

Biserica de lemn din Păingeni, comuna Glodeni, județul Mureș a fost dărâmată în timpul războiului. Biserica, cu hramul „Sfinții Arhangheli” a fost refăcută pe același amplasament, dar din vechea biserică nu au mai rămas decât tălpoaiele de lemn.

## Imagini

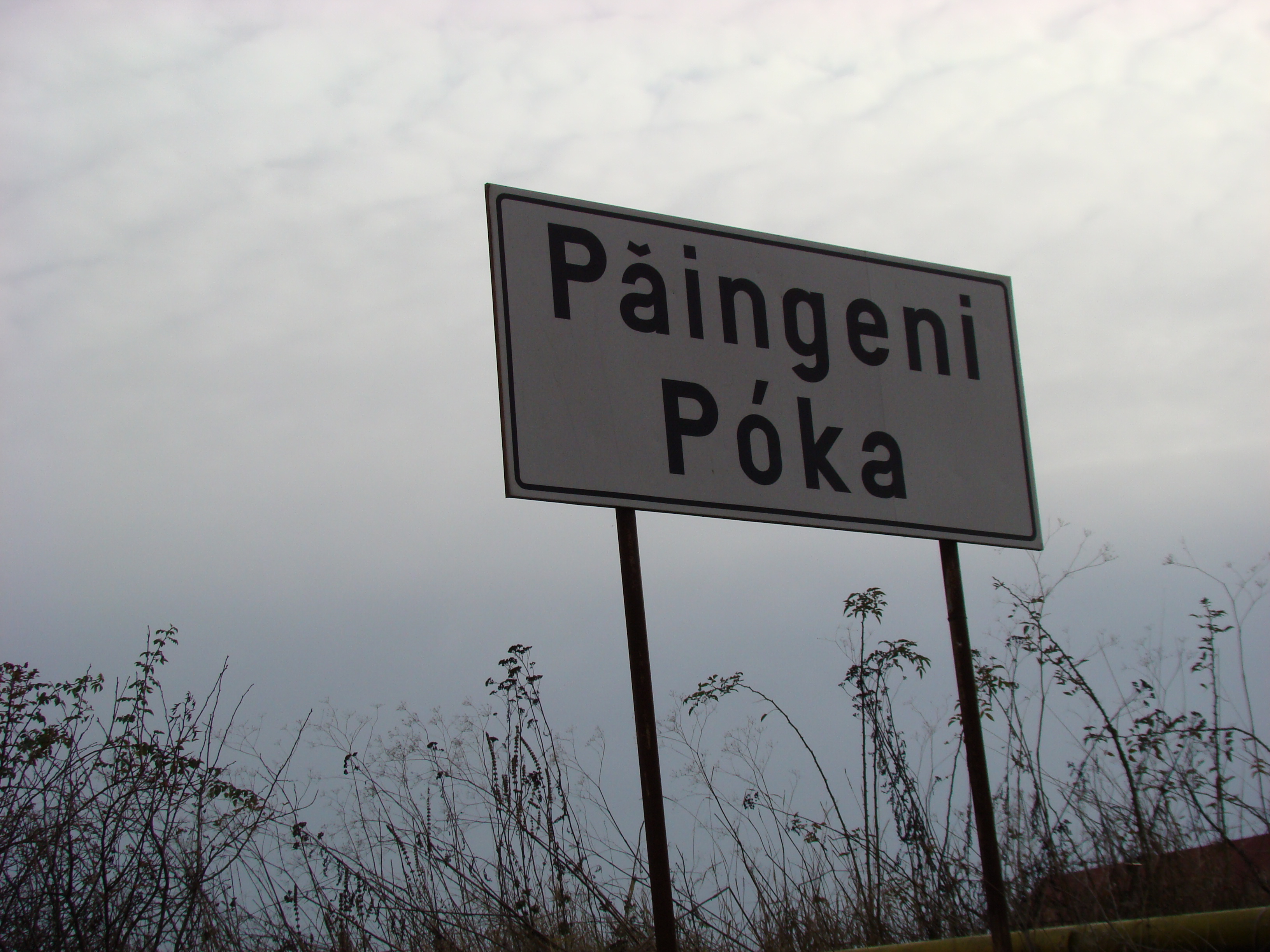
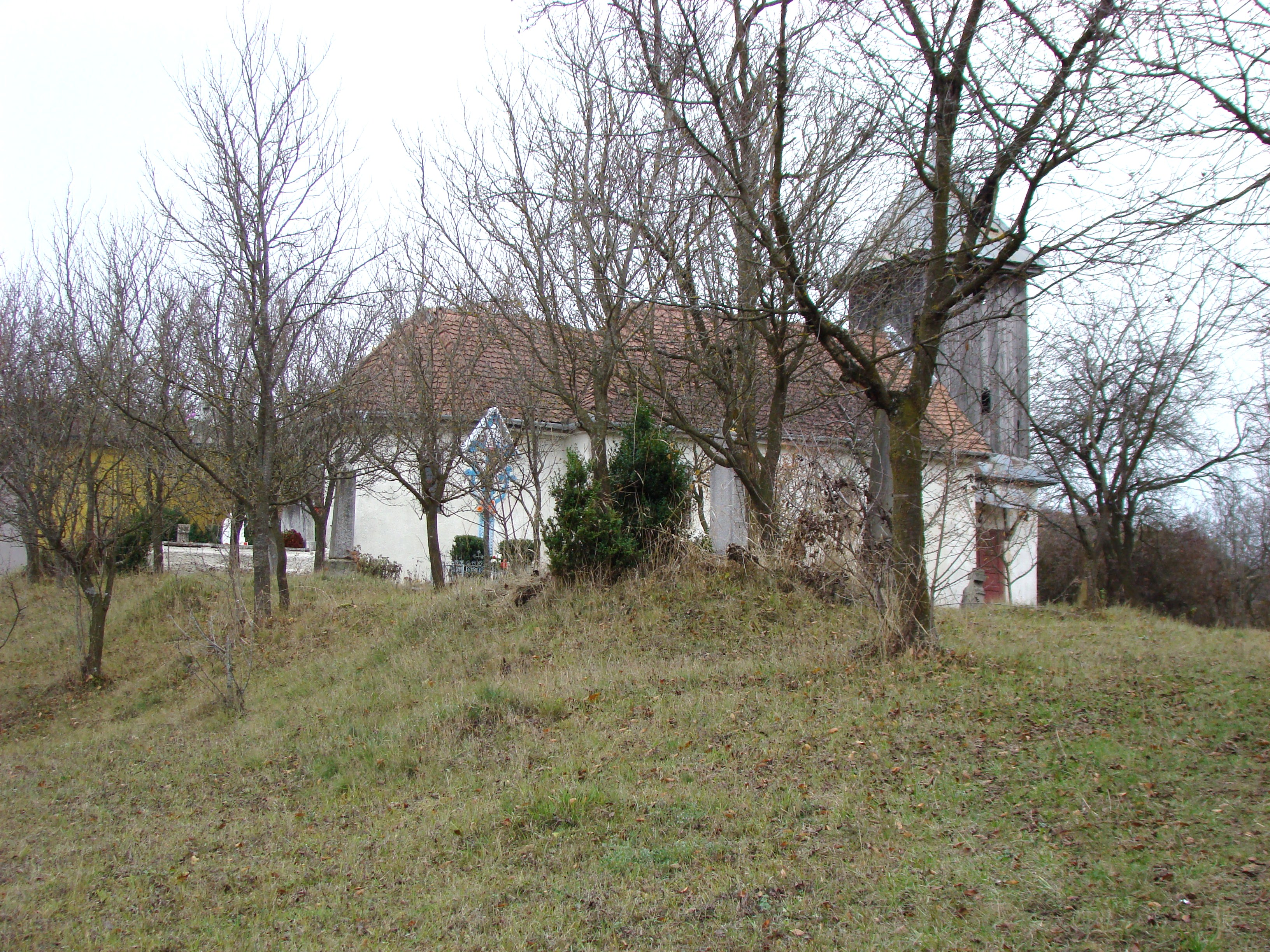
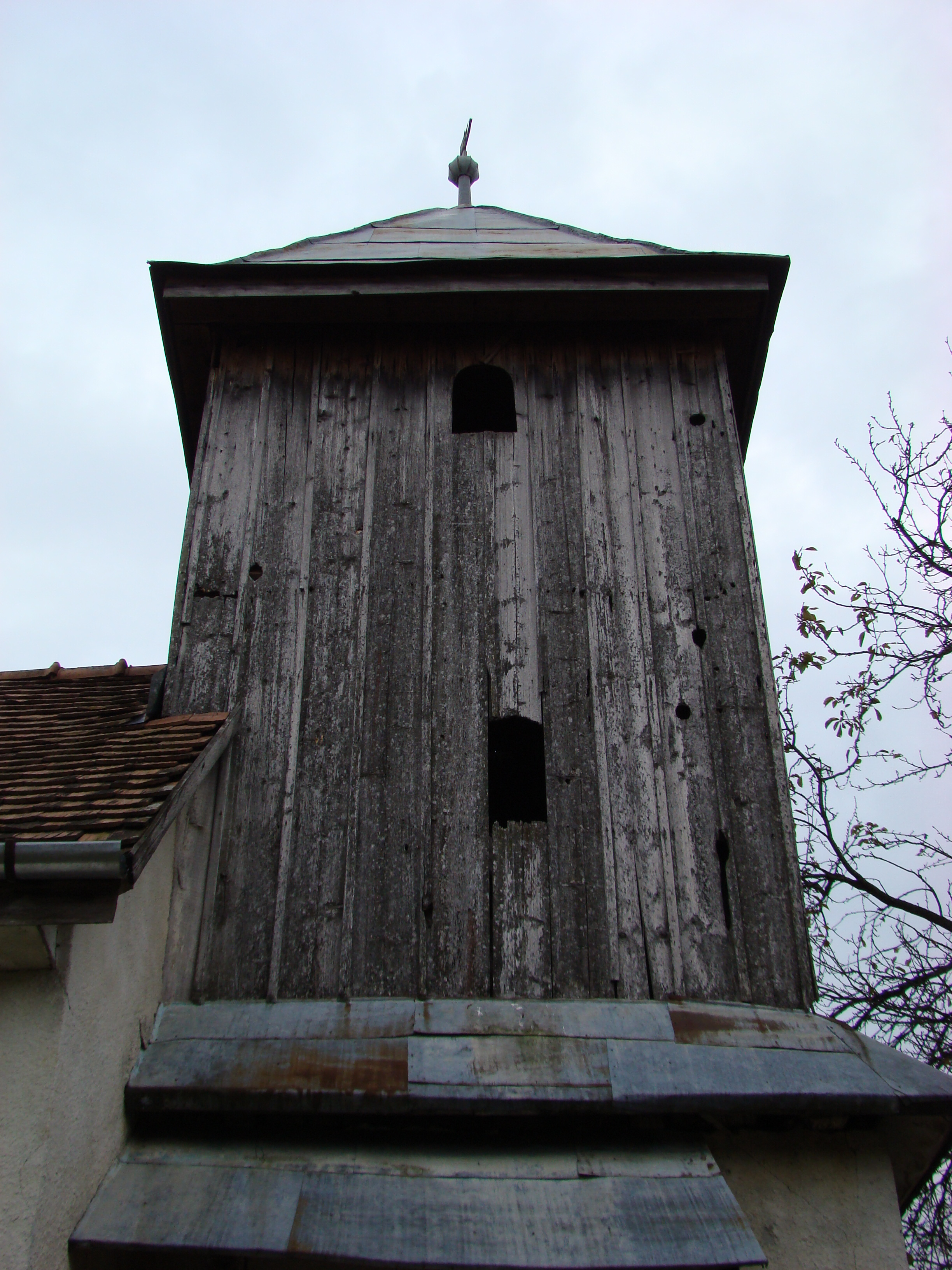
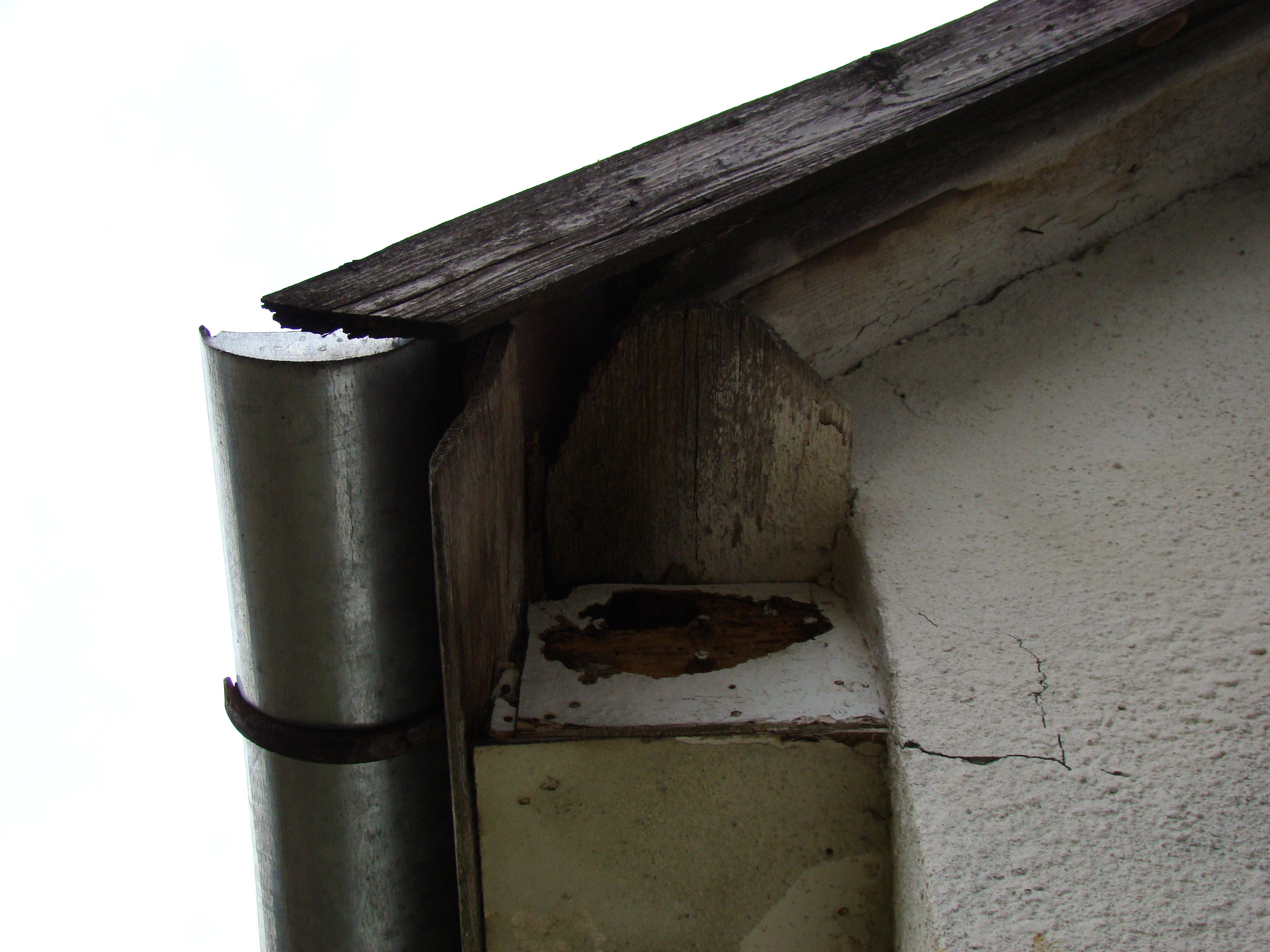
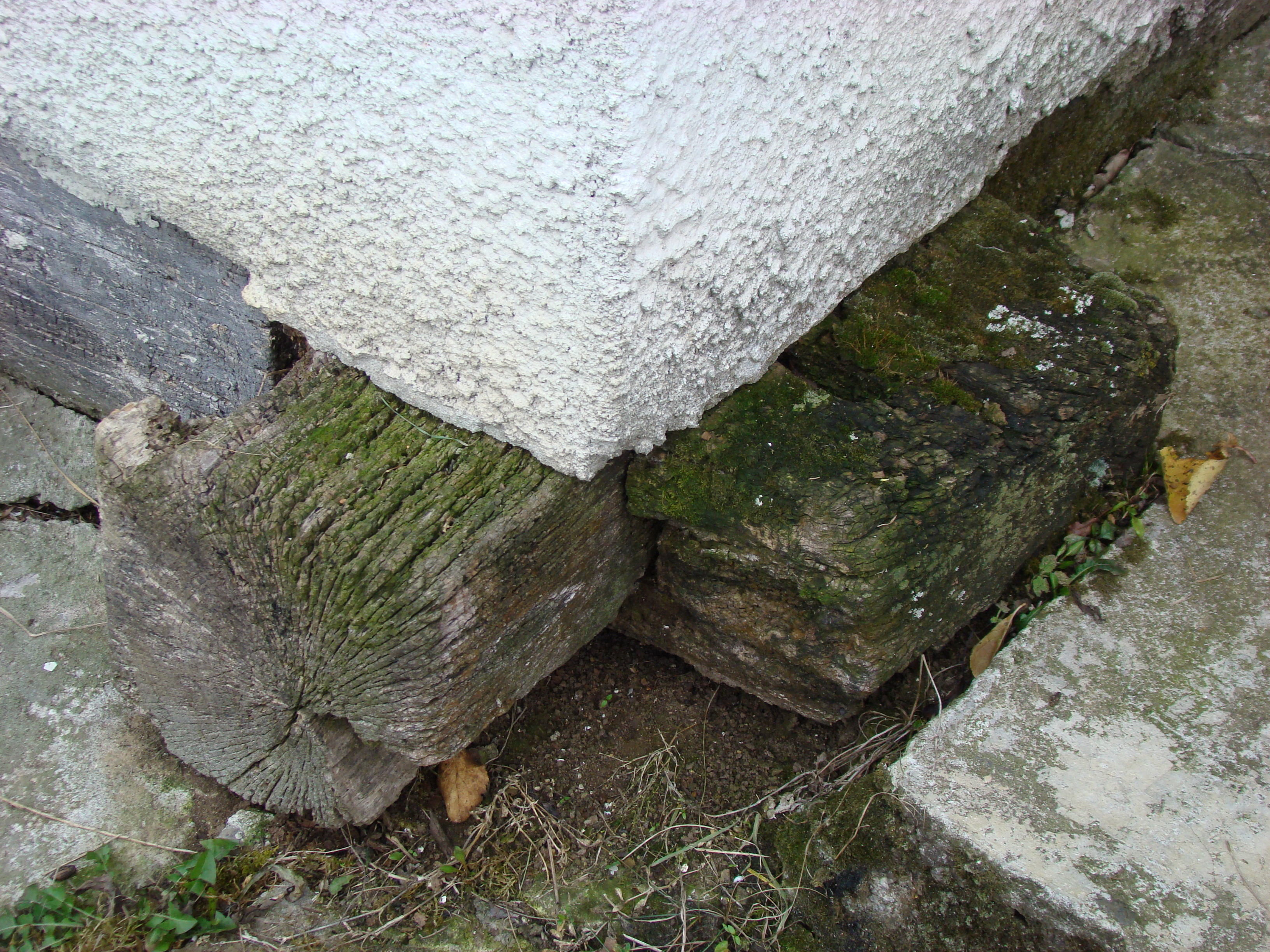
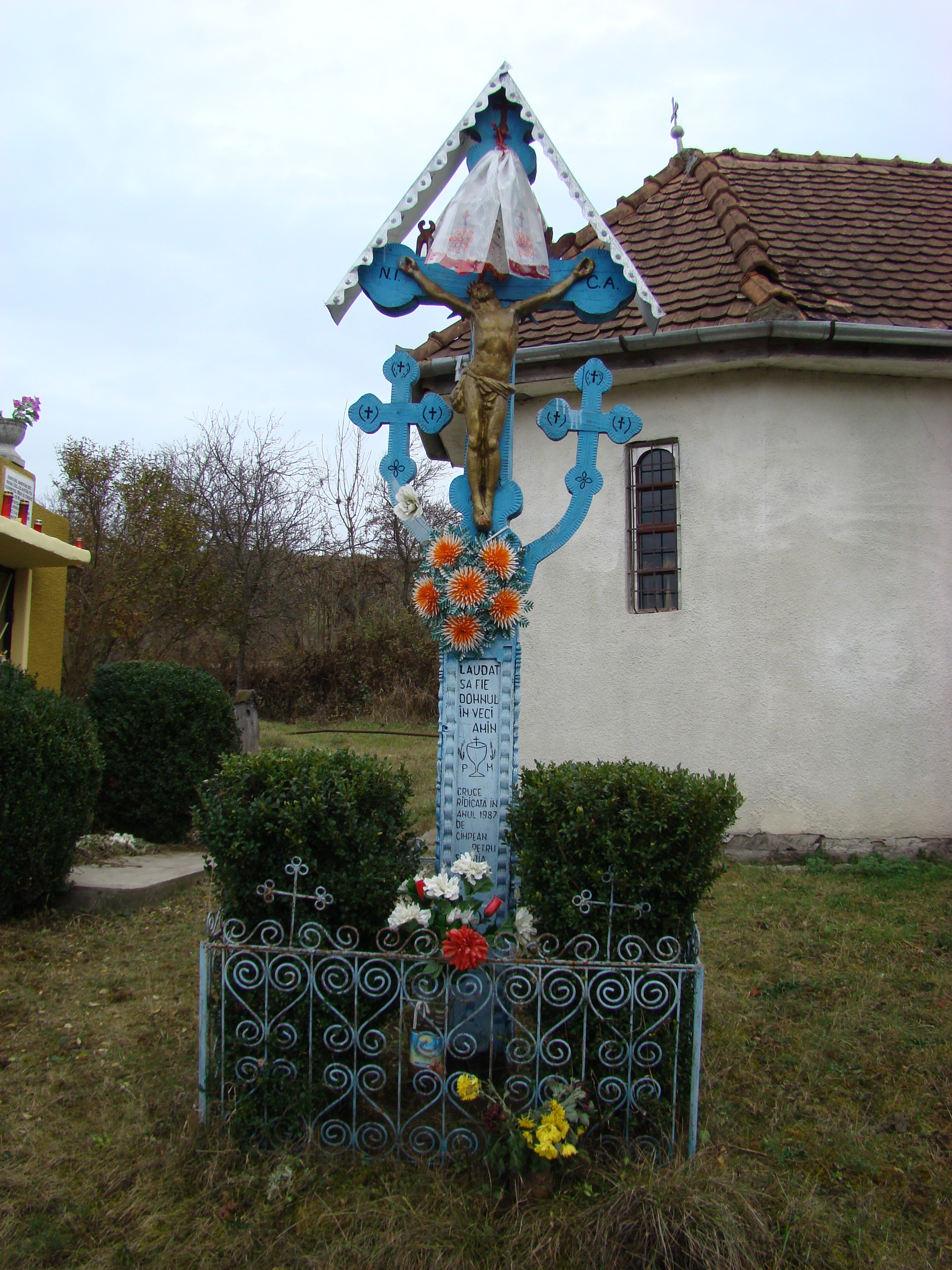